# Bismarckstraße 97 (Mönchengladbach)

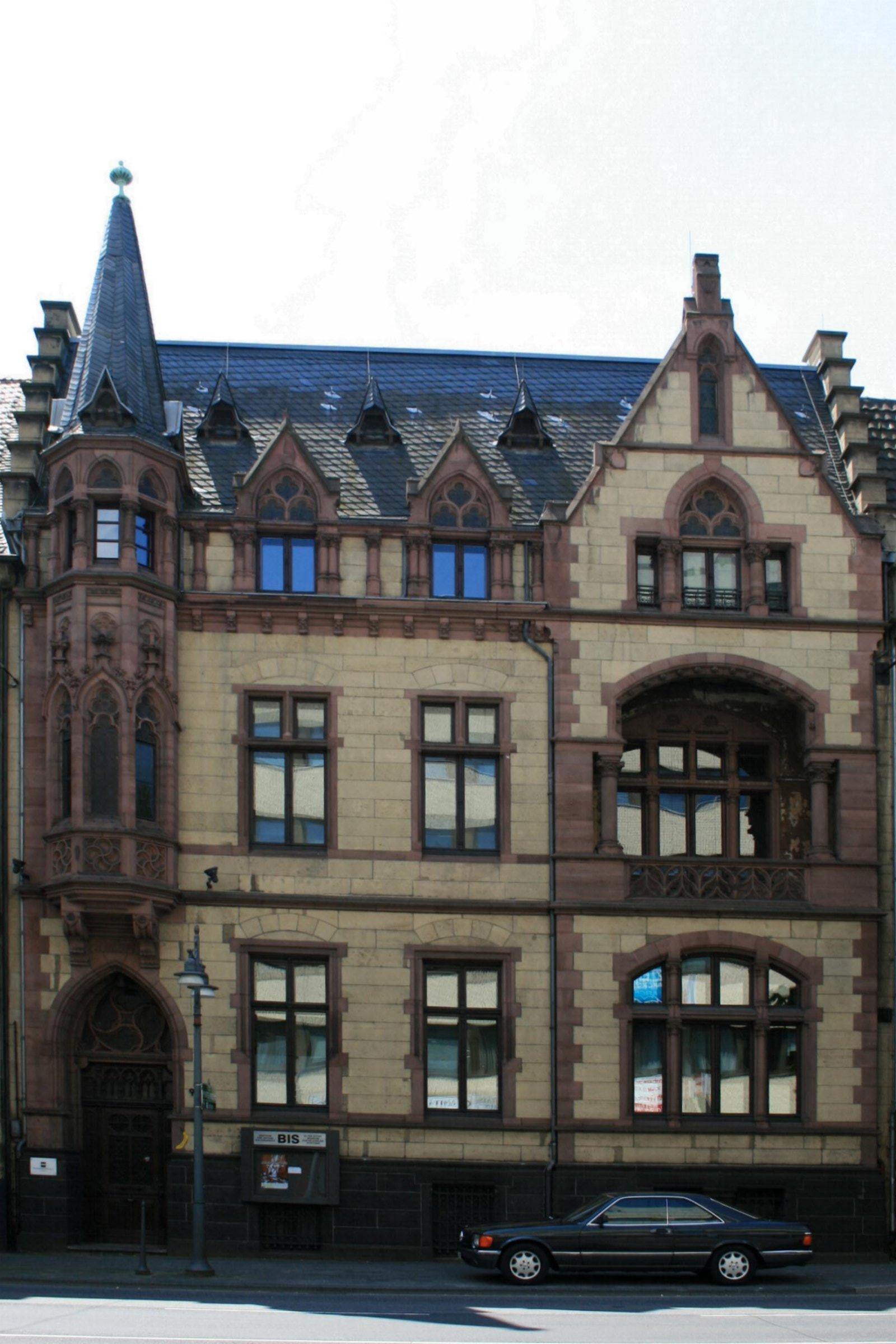
Ehemaliges städtisches Museum (2010)

Das ehemalige städtische Museum Bismarckstraße 97 befindet sich in Mönchengladbach (Nordrhein-Westfalen) im Stadtteil Gladbach.
Das Haus wurde 1897 erbaut. Es ist unter Nr. B 032 am 24. September 1985 in die Denkmalliste der Stadt Mönchengladbach eingetragen worden.

## Architektur
Bei dem Objekt handelt es sich um ein zweieinhalbgeschossiges traufständiges Gebäude mit vier Fensterachsen und einem steilen schiefergedeckten Satteldach und Werksteinfassade. Das um 1895 erbaute Haus hat in der Dachfläche drei versetzt angeordnete Gauben mit spitzem Dachhelmen und eine reich geschnitzte zweiflügelige Haustür aus der Erbauungszeit. Die Brandmauern des Hauses sind seitlich als Treppengiebel hochgeführt. Die dreieinhalbgeschossige Rückfront besitzt fünf Fensterachsen, Putzflächen mit einfacher Backsteingliederung. Der Garten hat alten Baumbestand.